# گربه کلاه‌به‌سر
گربهٔ کلاه‌به‌سر با نامِ کاملِ «گربه کلاه‌به‌سر خیلی چیزا رو می‌دونه!» (انگلیسی: The Cat in the Hat Knows a Lot About That!) نام یک مجموعهٔ تلویزیونی کارتونی محصول کانادا، انگلستان و ایالات متحده آمریکا است که نخستین بار در ۷ اوت ۲۰۱۰ میلادی از شبکهٔ تری‌هاوس کانادا و سپس در ۶ سپتامبر ۲۰۱۰ میلادی از شبکهٔ پی‌بی‌اس کیدز در ایالات متحده آمریکا پخش شد.
این مجموعهٔ کارتونی برپایهٔ سری کتاب‌هایی به همین نام اثرِ دکتر زوس ساخته شده و تاکنون برندهٔ جوایز فراوانی شده است. صداپیشهٔ شخصیت اصلی داستان، مارتین شورت است که همراه بچه‌های همسایه «نیک» و «سالی» (هر دو ۶ ساله) و یک ماهی و چندین شخصیت دیگر، با ماجراهای مختلفی در هر قسمت روبرو می‌شوند و چیزهای فراوانی می‌آموزند.
فصل اول این کارتون ۴۰ قسمت نیم‌ساعته و فصل دوم آن ۲۰ قسمت نیم‌ساعته دارد و ۵ تک‌قسمتِ مناسبتی هم، از آن ساخته شده است.